# Berlino (serie televisiva)
Berlino (Berlín), anche conosciuta come La casa di carta - Berlino (La casa de papel: Berlín), è una serie televisiva spagnola del 2023 ideata da Álex Pina per Netflix. La serie funge da prequel/spin-off de La casa di carta, incentrato sulla vita di Andrés de Fonollosa, alias Berlino, e ambientato prima degli eventi raccontati nella prima stagione della serie originale.
Protagonisti della serie sono Pedro Alonso, Michelle Jenner, Tristán Ulloa, Begoña Vargas, Julio Peña Fernández, Joel Sánchez. La serie è stata pubblicata in streaming a partire dal 29 dicembre 2023.

## Trama
La vicenda è ambientata tempo addietro rispetto agli eventi de La casa di carta. Non ci troviamo più in Spagna, bensì in Francia, a Parigi. Berlino è alla fine del suo terzo matrimonio e decide di rimettersi in carreggiata organizzando una delle sue rapine più ambiziose: rubare, nel giro di una notte, un bottino di gioielli del valore di 44 milioni di euro.
Berlino rimette insieme una delle tre bande con cui ha lavorato nel corso della sua carriera da ladro, composta da: Roi, il "tuttofare" della situazione; Keila, genio informatico ma molto timida; Bruce, esperto di motori; Cameron, abile truffatrice, particolarmente predisposta ad azioni di copertura grazie al suo particolare fascino; Damián, professore universitario, vice di Andres all'interno della banda.
Il piano consiste nel rubare 63 gioielli delle famiglie reali europee, sparsi in 34 città, che vengono riunite all'interno del un caveau di una casa d'aste da François Polignac, per poi essere vendute in un'unica asta.

## Episodi
| Stagione       | Episodi | Pubblicazione |
| -------------- | ------- | ------------- |
| Prima stagione | 8       | 2023          |

## Personaggi e interpreti

### Personaggi principali
- Andrés de Fonollosa, detto Berlino, interpretato da Pedro Alonso, doppiato in italiano da Alessandro Quarta.[3][4]
Abile ladro, al suo terzo divorzio, decide di rimettersi in careggiata e organizzare un sensazionale furto di gioielli a Parigi. Durante i preparativi si innamorerà di Camille, moglie di François Polignac, il proprietario della casa d'aste.
- Damián Vázquez, interpretato da Tristán Ulloa, doppiato in italiano da Gianluca Machelli.[3][4]
Professore universitario, un po’ per l'anzianità, un po' per maggiore personalità è il "vice" di Andres all'interno della banda, co-organizzatore dei piani e confidente prediletto, svolge il ruolo di "grillo parlante” quando le cose si mettono veramente male.
- Keila, interpretata da Michelle Jenner, doppiata in italiano da Rossa Caputo.[3][4]
È un genio informatico ma molto timida, tanto brava nelle retrovie come perennemente impacciata quando si trova in prima linea, già in vista per lei la love story con l'altro membro del gruppo, Bruce.
- Cameron, interpretata da Begoña Vargas, doppiata in italiano da Ludovica Bebi.[3][4]
È un'abile truffatrice, particolarmente predisposta ad azioni di copertura grazie al suo particolare fascino. Si accenna inoltre a un suo passato ricovero in cliniche psichiatriche per un non precisato disturbo della personalità ed è, di fatto, la mina vagante del gruppo.
- Roi, interpretato da Julio Peña Fernández, doppiato in italiano da Matteo Garofalo.[3][4]
È lo scassinatore della banda, di indole dolce ma con evidenti problemi caratteriali, vede in Andres/Berlino quella figura paterna che gli è sempre mancata e per questo fa tutto ciò che questo gli ordina.
- Bruce, interpretato da Joel Sánchez, doppiato in italiano da Alessandro Capra.[3][4]
Esperto di motori e anima "giocherellona" del gruppo, viene usato soprattutto come risorsa "esterna" per spostamenti e inseguimenti, quasi sempre è il "palo" della banda.
- Camille Polignac, interpretata da Samantha Siqueiros, doppiata in italiano da Valentina Favazza.[4]
È la moglie di François Polignac e l'interesse amoroso di Berlino.

### Personaggi secondari
- François Polignac, interpretato da Julien Paschal, doppiato in italiano da Marco Rasori.[4]
È il proprietario della Casa d'Aste che sarà teatro del furto.
- Marie Lavelle, interpretata da Rachel Lascar, doppiata in italiano da Veronique Cochais.[4]
Commissario della polizia francese che indaga sul furto di gioielli. Scoperto che la banda di ladri è spagnola, chiamerà in suo soccorso Alicia Sierra Montes.
- Alicia Sierra Montes, interpretata da Najwa Nimri, doppiata in italiano da Claudia Catani.[5]
- Raquel Murillo Fuentes, interpretata da Itziar Ituño, doppiata in italiano da Roberta Pellini.

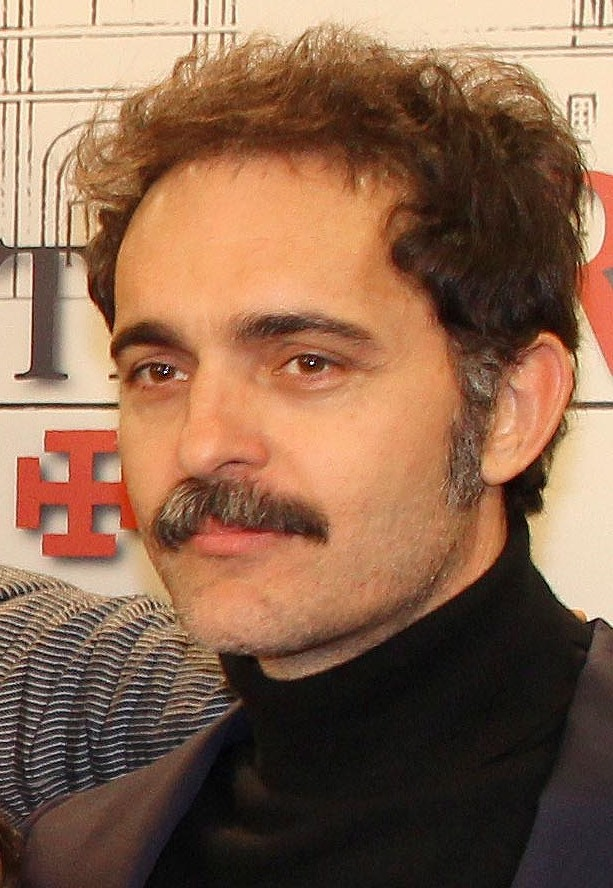
Pedro Alonso, interprete di Berlino
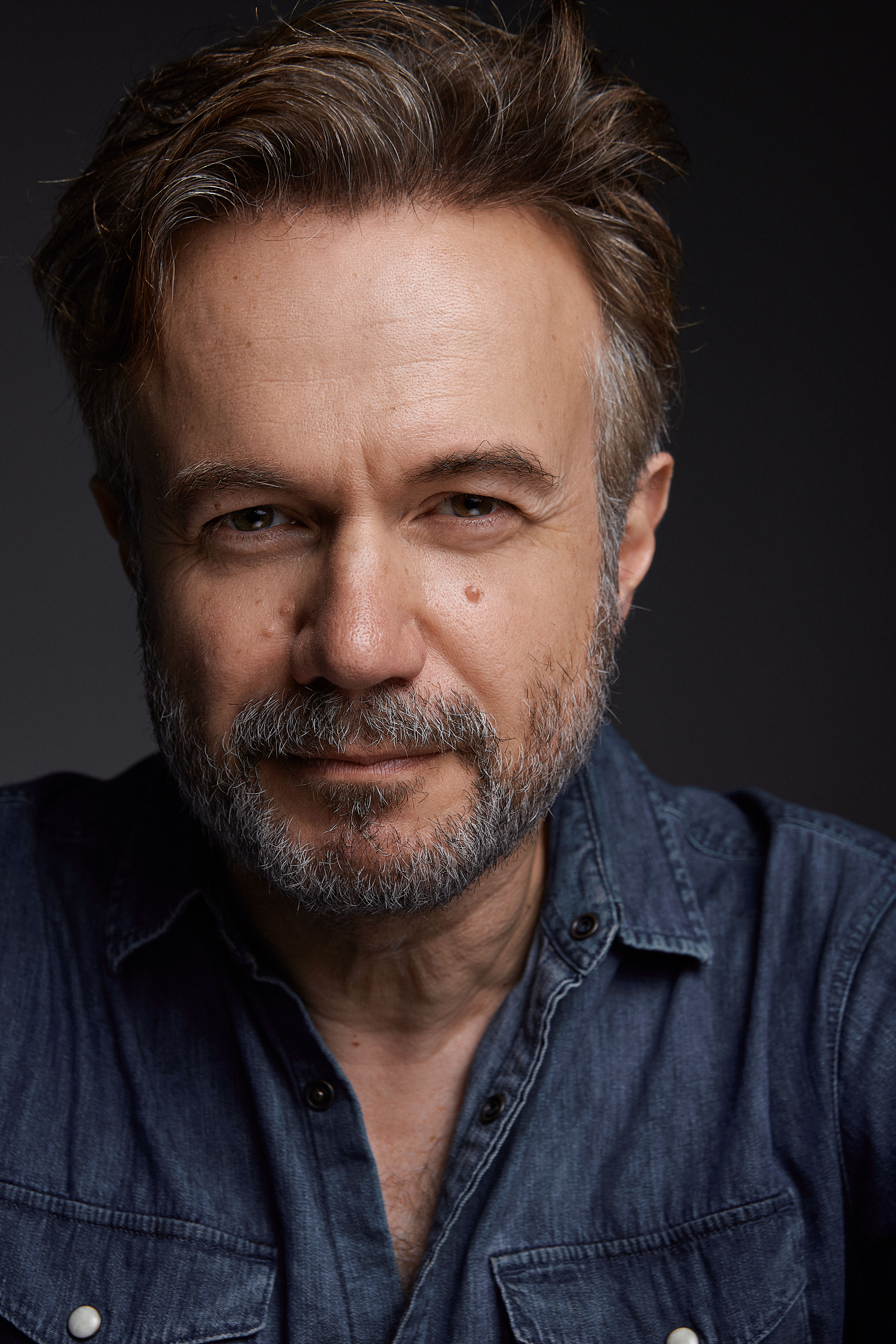
Tristán Ulloa, interprete di Damián
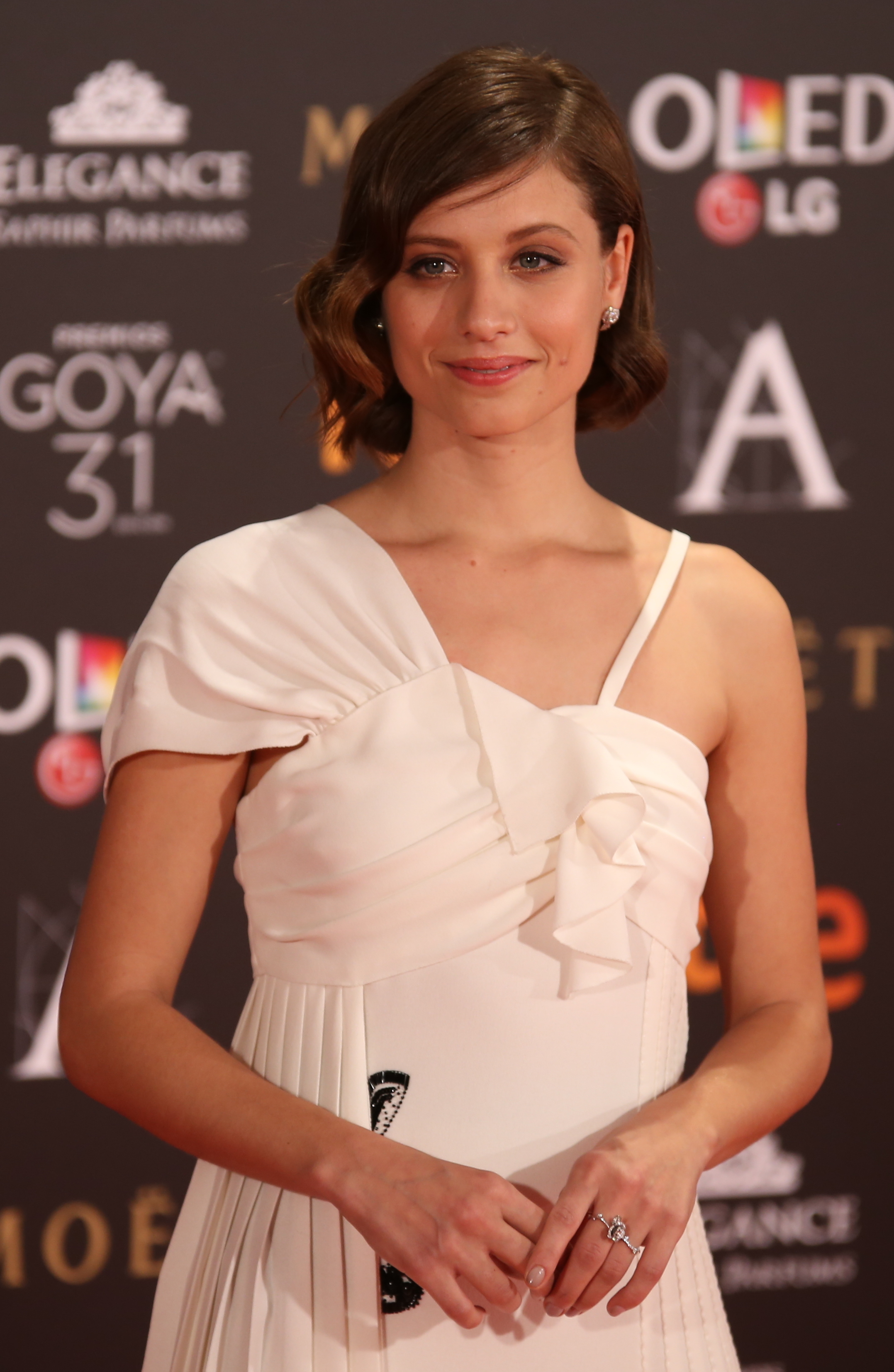
Michelle Jenner, interprete di Keila
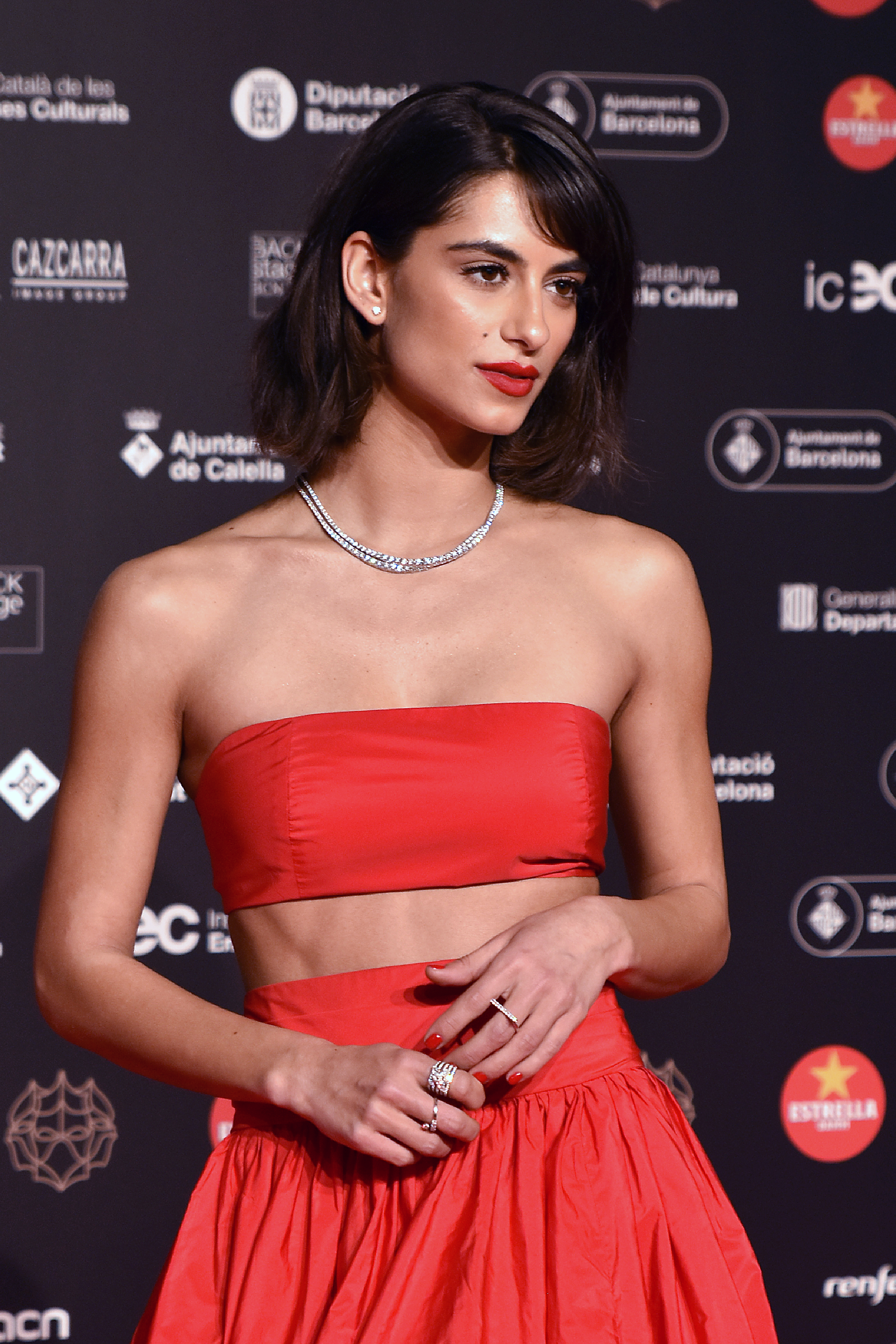
Begoña Vargas, interprete di Cameron
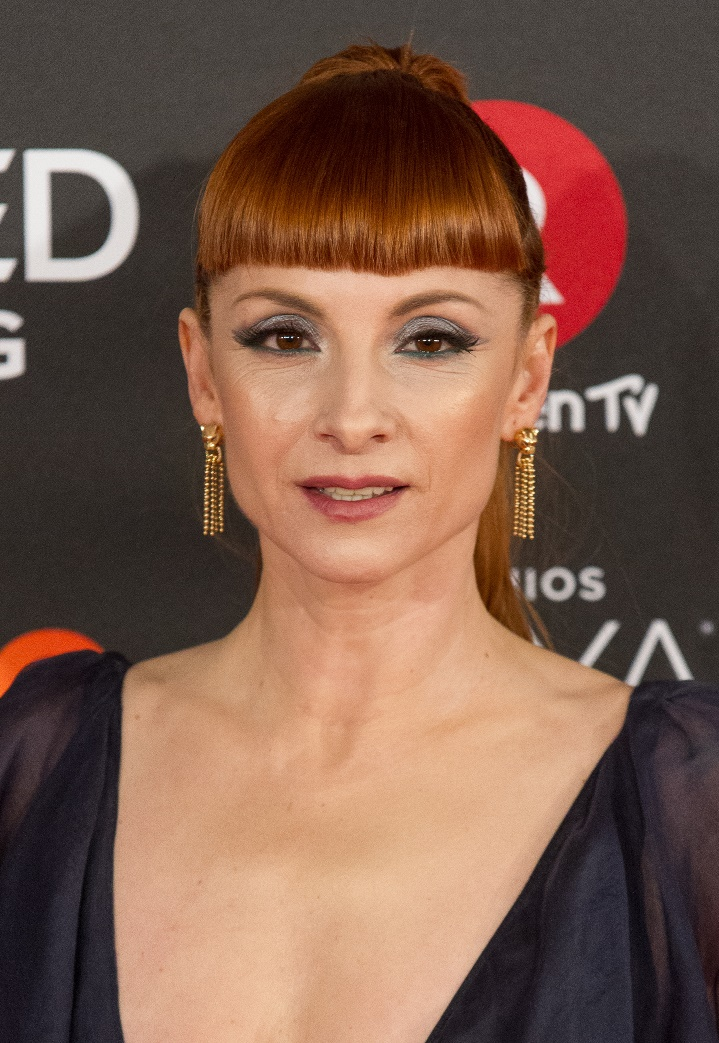
Najwa Nimri, interprete di Alicia Sierra Montes
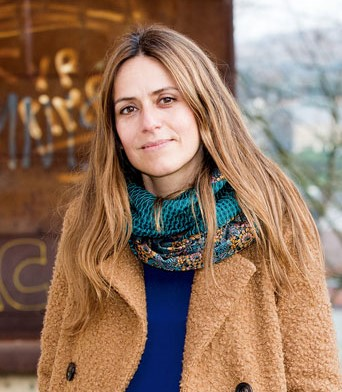
Itziar Ituño, interprete di Raquel Murillo

## Produzione
La prima stagione della serie è stata girata tra Francia e Spagna, in particolare nel quartiere parigino di Montmartre.
Il 19 febbraio 2024 viene comunicato il rinnovo ufficiale per una seconda stagione.

## Promozione
Il 17 giugno 2023 è stato pubblicato il primo teaser trailer ufficiale. Il 28 novembre 2023 è stato pubblicato il trailer ufficiale.

## Distribuzione
La serie è stata distribuita in Spagna e in tutti i paesi raggiunti dal servizio on demand in streaming Netflix il 29 dicembre 2023.
Il doppiaggio italiano è stato eseguito a cura della Iyuno Italy, sotto la direzione di Lucio Saccone, con i dialoghi curati da Antonella Giannini, assistente del doppiaggio Raffaella Borgese, fonico di doppiaggio Andrea Pantile, sincronizzazione di Angelo Mignogna, fonico di mix Gaetano Musso e consulente linguistico Marco Rasori.

## Accoglienza
La serie ha ricevuto recensioni miste da parte della critica. Su Rotten Tomatoes ha un indice di gradimento del 63% basato su 8 recensioni.